# Denkmalgeschützte Objekte im Bezirk Hallein
Im Bezirk Hallein (Tennengau) bestehen 423 denkmalgeschützte Objekte. Die unten angeführte Liste führt zu den Gemeindelisten und gibt die Anzahl der Objekte an.
| Gemeindeliste             | Objektanzahl |
| ------------------------- | ------------ |
| Abtenau                   | 11           |
| Adnet                     | 6            |
| Annaberg-Lungötz          | 3            |
| Bad Vigaun                | 3            |
| Golling an der Salzach    | 11           |
| Hallein                   | 318          |
| Krispl                    | 2            |
| Kuchl                     | 10           |
| Oberalm                   | 10           |
| Puch bei Hallein          | 10           |
| Rußbach am Paß Gschütt    | 3            |
| Sankt Koloman             | 2            |
| Scheffau am Tennengebirge | 4            |